# Historica (tijdschrift)
Historica is een Nederlandstalig wetenschappelijk, op peerreviews gebaseerd tijdschrift voor vrouwengeschiedenis en gendergeschiedenis dat werd opgericht in 1978.
Historica is het periodiek van de Vereniging voor Gendergeschiedenis (VVG). Het blad verschijnt drie keer per jaar en bevat onder andere biografieën van vrouwen, recensies van boeken over vrouwengeschiedenis en artikelen over het denken over gender door de eeuwen heen. Sinds 2016 is Historica erkend met een hoge impactfactor.

## Geschiedenis
Historica werd opgericht in 1978, maar werd onder andere titels uitgegeven: 
- Vrouwengeschiedeniskrant (LOV) (1978-1990)
- Vrouwengeschiedenisblad (1990-1995)
- Historica (1995-heden)

## Financiering
Historica is een non-profittijdschrift dat wordt gefinancierd vanuit de VVG. Het verschijnt mede met financiële steun van Atria, kennisinstituut voor emancipatie en vrouwengeschiedenis.